# زبرينا فضية
زبرينا فضية (الاسم العلمي: Tradescantia  zebrina)، هو نبات ينتمي إلى (فصيلة: Commelinaceae).

## وصف
زبرينا فضية هو نبات شهير زاحف ومعمر ودائم الخضرة، عادةً ما يُزرَع كنبات منزلي، له أوراق جميلة خضراء إلى أرجوانية اللون، وعليها خطان عريضان فضيان في السطح العلوي للورقة، أما السطح السفلي فهو أرجواني بالكامل. الأزهار صغيرة أرجوانية اللون أيضًا ولها ثلاث بتلات، وتظهر هذه الأزهار بشكل متقطع على مدار العام، ويكون ظهورها على النباتات التي في موطنها الأصلي، أمّا النباتات المزروعة في المنزل فظهور الأزهار عليها نادر. طولها يتراوح بين 15-22 سم (6-9 بوصات). لها فاكهة صغيرة تشبة الكبسولات فيها بذور.
حاز هذا النبات على جائزة الاستحقاق للحديقة من الجمعية الملكية البستانية (Royal Horticultural Society).

## الموطن
موطن هذا النبات هو المكسيك وأمريكا الوسطى وكولومبيا، ولكن يمكن العثور عليها أيضًا من بليز إلى السلفادور وبنما، وكذلك في جزر الكاريبي. وجُنِّس في أجزاء من آسيا وإفريقيا وأستراليا وأمريكا الجنوبية والعديد من الجزر المحيطية. ينمو النبات في الغابات في الأراضي الرطبة والغابات المطيرة، غالبًا على الحجارة في المناطق المظللة والمفتوحة أو على ضفاف الأنهار على ارتفاع 2000 متر أو أقل، ولكن بشكل أساسي على ارتفاعات منخفضة. 

## الزراعة

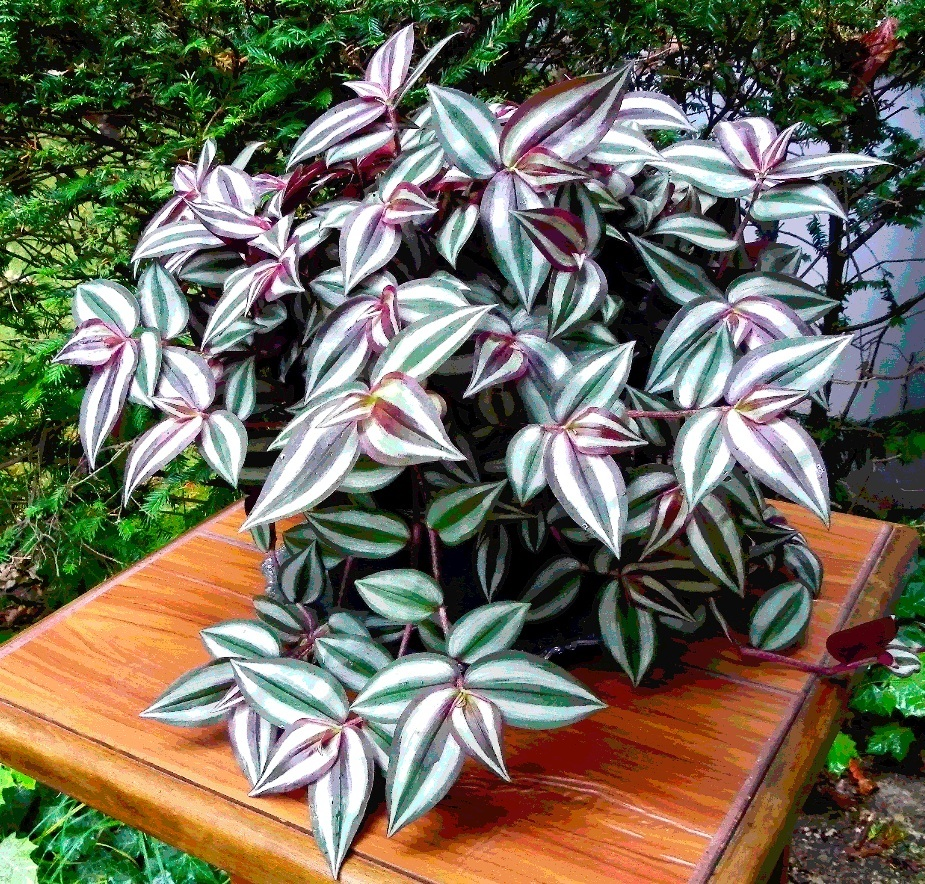
نبات زبرينا فضية مزروع في وعاء

يتكاثر نبات زبرينا بواسطة قِطَع أخشاب لينة تؤخذ من الجذع في الربيع أو الصيف. يُفضَّل زراعته في تربة رطبة جيدة التصريف ويكون تحت تحت أشعة الشمس أو الظل الجزئي. هذا النبات شبه خالٍ من الآفات، إلا أنه ينبغي الحذر من حشرات المن وسوسة العنب. 

## الاستخدامات الطبية
في العديد من الدول، يستخدم هذا النبات في استخدامات عديدة في الطب التقليدي، فقد بينت تقارير أنه مضاد للسرطان ومضاد أيضًا للبكتيريا. في جامايكا، يستخدم هذا النبات لعلاج السعال والسل وارتفاع ضغط الدم. يُوصى به لعلاج أمراض الكلى ومشاكل الجهاز التنفسي ومفيد لتنقية الدم. في غيانا، يستخدم النبات لعلاج الإنفلونزا من خلال صنع شاي من أوراقه.
للاستفادة منه، تُغلى أوراق النبات (حوالي 200 غرام) مع شرائح من الزنجبيل وحبات من التمر في لتر ونصف من الماء. يُفضَّل شربه عندما تكون المعدة فارغة أو بعد 2-3 ساعات من الأكل. 